# Travesseiro

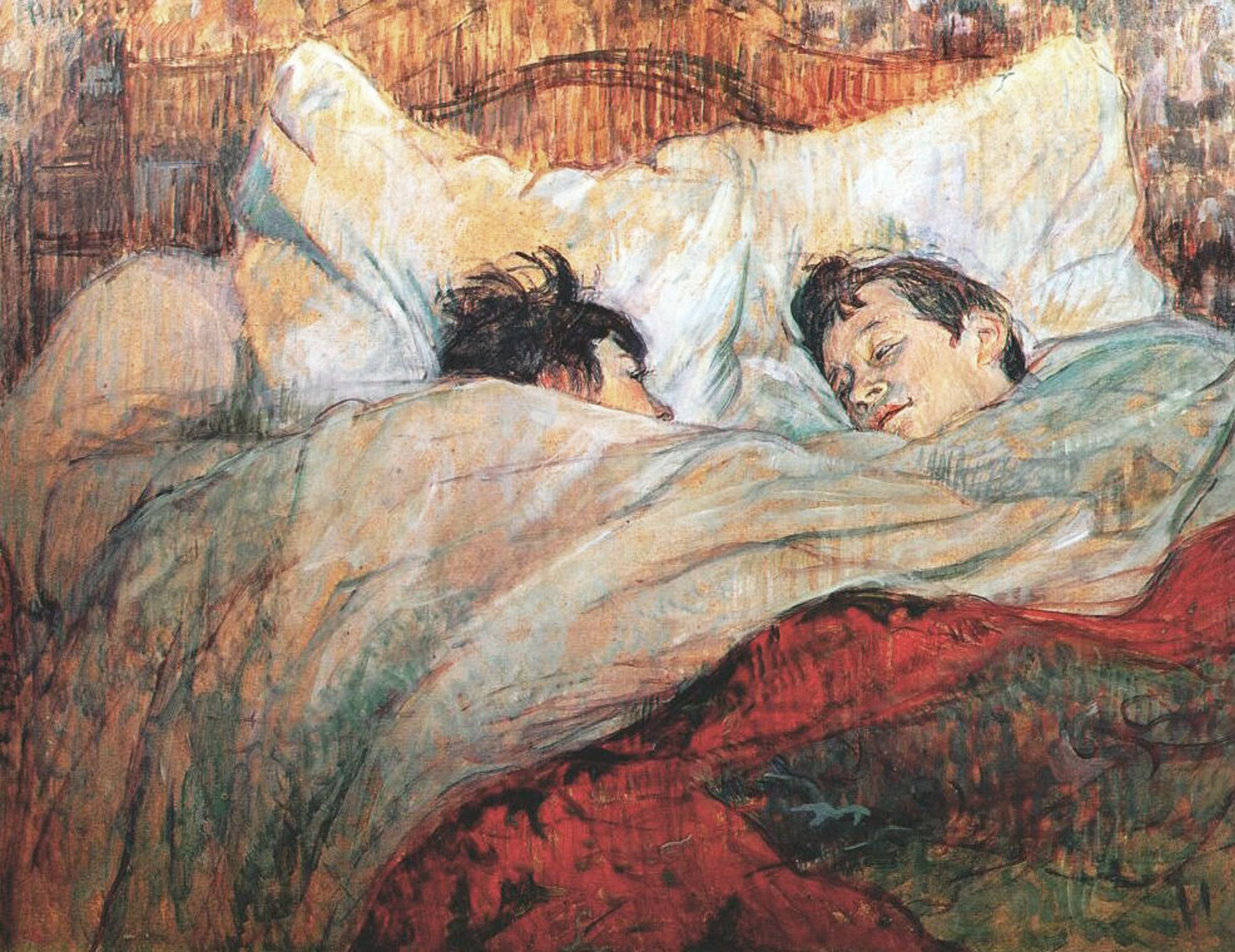
Pintura de Toulouse-Lautrec, com travesseiro

Uma almofada é um suporte utilizado para o corpo em repouso, com finalidades de conforto, terapia ou decoração. Os travesseiros, um tipo específico de almofada, são amplamente utilizados por seres humanos. Eles podem ser classificados em diversas categorias, como travesseiros decorativos, travesseiros corporais, travesseiros de arremesso, entre outros.
Travesseiros utilizados para dormir fazem parte da roupa de cama e servem para apoiar a cabeça e o pescoço, promovendo uma posição mais confortável durante o sono. Outros modelos são projetados para oferecer suporte ao corpo em diferentes posições, como ao se deitar ou sentar. Há ainda travesseiros ergonômicos, desenvolvidos para se adaptarem à forma do corpo humano e proporcionarem maior conforto.
Além da função funcional, as almofadas também possuem um papel decorativo. São comumente usadas em camas, sofás, divãs e cadeiras. Nesse contexto, são frequentemente chamadas de almofadas decorativas.
Na cultura ocidental contemporânea, travesseiros geralmente consistem em um envelope de tecido — liso ou estampado, conhecido como — contendo um recheio macio. Este enchimento é, na maioria das vezes, feito de materiais sintéticos e produzido em tamanhos e formatos padronizados. Historicamente, os travesseiros foram confeccionados com uma variedade de materiais naturais, e muitas culturas ainda utilizam esses materiais em sua fabricação.

## Historia
O uso de travesseiros remonta às antigas civilizações. No Egito Antigo, travesseiros de pedra eram usados por razões práticas e espirituais, acreditando-se que protegiam os sonhadores de espíritos malignos. Na China antiga, travesseiros de porcelana, madeira ou jade também eram comuns, muitas vezes decorados com desenhos simbólicos.
Com o tempo, os travesseiros passaram a ser confeccionados com materiais mais macios. Durante a Idade Média, apenas os ricos usavam travesseiros macios, pois eram considerados itens de luxo. A popularização ocorreu gradualmente, tornando-se um item essencial na maioria das culturas.

## Composição e Tipos
Os travesseiros podem variar em composição e função. Os materiais mais comuns usados no enchimento incluem:
- Plumas e penas: Tradicionalmente considerados de alta qualidade, são macios e moldáveis.
- Espuma de memória (viscoelástica): Adapta-se ao formato da cabeça e pescoço, oferecendo suporte ergonômico.
- Látex: Natural ou sintético, oferece boa sustentação e é resistente a ácaros.
- Fibra de poliéster: Econômico, leve e hipoalergênico.
- Gel: Utilizado para controle de temperatura.
- Casca de trigo sarraceno, ervas ou outros materiais naturais: Comuns em travesseiros alternativos ou terapêuticos.

## Formatos Comuns
- Tradicional (retangular): O mais comum, ideal para dormir.
- Cervical: Com contornos específicos para suporte ortopédico.
- Corpo (body pillow): Comprido, usado para apoio lateral.

- Decorativo: Almofadas variadas, sem função de dormir.

## Funções e Benefícios
- Apoio cervical: Alinha a coluna vertebral e previne dores no pescoço.
- Conforto: Facilita o relaxamento e melhora a qualidade do sono.
- Saúde: Alguns modelos possuem propriedades antialérgicas ou ortopédicas.

- Estética: Travesseiros decorativos são usados para embelezar camas, sofás e cadeiras.

## Pesquisa Científica
Estudos científicos têm investigado a relação entre o tipo de travesseiro e a saúde do sono, com ênfase na dor cervical, alinhamento da coluna e satisfação do usuário.
Um exemplo notável é o estudo publicado em 2021, intitulado:
“Effects of different pillow designs on promoting sleep quality and spinal alignment: a systematic review and meta-analysis of randomized controlled trials”
Publicado no Journal of Pain Research, o estudo analisou 35 ensaios clínicos com 555 participantes. Os resultados demonstraram que travesseiros de borracha e mola são eficazes na redução da dor no pescoço, sintomas ao acordar e na melhora da satisfação do sono, embora não tenham mostrado melhora significativa no alinhamento espinhal lateral ou na qualidade global do sono.